# Bullastra
Bullastra is een geslacht van weekdieren uit de klasse van de Gastropoda (slakken).

## Soorten
- Bullastra brevispira (Martens, 1897)
- Bullastra cumingiana (L. Pfeiffer, 1855)